# سليمان نامه (كتاب)

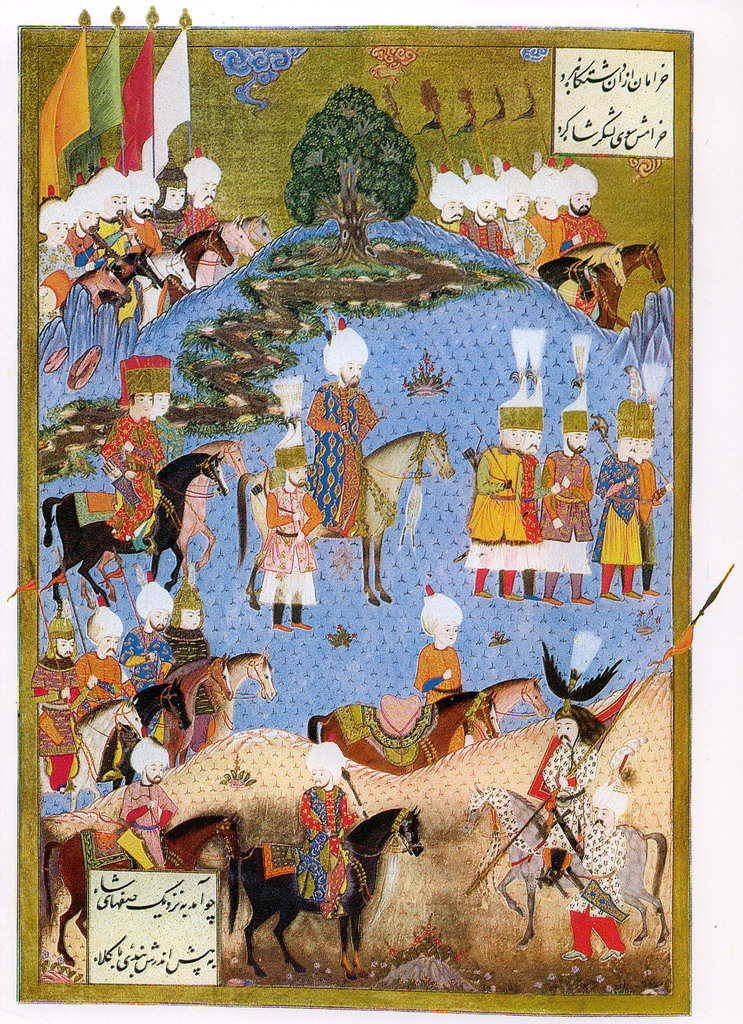
سليمان نامه

كتاب سليمان نامه (تُترجم حرفيًا إلى "كتاب سليمان") هو مثال على حياة السلطان
```
سليمان القانوني
 وإنجازاته. تحتوي المنمنمات في الكتاب على 65 مشهدًا مزخرفًا بالذهب، تصور المعارك والاستقبالات والصيد والحصار. كتبه فتح الله عارف چلبي مُستخدمًا الشعر 
الفارسي
،
[
2
]
 ورسمه خمسة فنانين لم يُذكر أسماؤهم، ويُعد هذا الكتاب المجلد الخامس من أول تاريخ مصور 
للسلالة العثمانية
.
[
2
]
 وقد كُتبت على غرار ملحمة 
الشاهنامة
 
الإيرانية
.
[
3
]
 النسخة الأصلية من سليمان نامه موجودة في 
متحف قصر طوب قابي
 في 
اسطنبول
، وهناك مخطوطة أخرى في 
مكتبة آستان قدس رضوي
، المخطوطة مرقمة برقم 4249 في مكتبة آستان قدس رضوي.
```

سليمان نامه هو المجلد الخامس من شاهنامه آل عثمان (شاهنامه آل عثمان) التي كتبها عارف جلبي. وهو يروي قصة أول 35 عامًا من حكم سليمان كحاكم من عام 1520 إلى عام 1555. إن تصوير حكم سليمان مثالي، لأنه لا يتضمن فقط الأحداث الاستثنائية الأخيرة في تاريخ العالم، بل وينهي أيضًا الخط الزمني الذي بدأ عند الخلق مع هذا الحاكم المثالي المتصور. تبلغ أبعاد المخطوطة نفسها 25.4 سم × 37 سم، وتحتوي على 617 ورقة. وبالإضافة إلى ذلك، تُنظم حسب الترتيب الزمني. كانت هذه المخطوطة ذات استخدام خاص أكثر بكثير مقارنة بالقطع الفنية الأخرى المنتجة للنخبة العثمانية. يحتوي كتاب سليمان نامه على 69 صفحة مصورة، حيث إن أربعة مواضيع من أصل 65 موضوعًا ممثلة هي صور مزدوجة الصفحات. السياق الثقافي والسياسي لهذا العمل فارسي. يُعد الكتاب مميزًا عن غيره، حيث يسمح بقبول السلطان سليمان القانوني في صورة تأليهية، كما يُقدم أفكارًا وتوقعات للبلاط. كتب فتح الله عارف (المعروف باسم: عارفي) في هذه الملحمة الشعرية 60 ألف بيت.

## نموذج الشهنامه (الشاهنامه)
على الرغم من أن سليمان نامه عمل فني، إلا أنها كانت تحمل وظيفة سياسية أيضًا. يقع كتاب سليمان نامه ضمن فئة الشينة أو الشهنامه (اختصار تركي من اللفظ الفارسي الشاهنامه)، أو "كتاب الملك". كانت الوظيفة الأساسية لهذا النوع هي توثيق التاريخ العثماني الكامل، وإضفاء الشرعية على السلطان الراعي وتمجيده في هذه العملية. وقد اُعتُبرَت رموزًا لثقافة البلاط العثماني. كان مؤسسو الشهنامة معينين بأجر؛ وفي عهد السلطان سليمان القانوني، أُنشئ منصب مؤرخ البلاط، مما يشير إلى الأهمية البلاطية والسياسية للشهنامة. لم يكن مؤلفو الشهنامة يُعتبرون مؤرخين بارزين، بل كانوا معروفين بمهارتهم الأدبية؛ وقد دعت الشهنامة إلى دمج التوثيق التاريخي والتأليف الأدبي، مما جعل تصنيفهم صعبًا. كان لا بد من موافقة السلطان ومسؤولي البلاط (الصدر الأعظم وعلماء الدين) على النصوص قبل إدراجها. تم ضمان موافقة جميع النصوص على تلبية المعايير الأدبية العالية وتطابقها بدقة مع محتوى الرسوم التوضيحية. وقد أتاحت عملية التدقيق المكثفة للسلطان ومستشاريه تقديم صورة مصممة بعناية من خلال النص.

## الرسوم التوضيحية
يُعد كتاب سليمان نامه نتاجًا للتعاون الدقيق بين الفنانين والكتاب. إن تقديم الصور يوحي باستخدام يد واحدة بسبب التوحيد البصري الشامل. تعطي الرسوم التوضيحية عمومًا الأولوية للأصباغ المركزة والمعتمة على غسلات الألوان الفاتحة. غالبًا ما تكون الألوان المميزة غير تقليدية وخيالية، بما في ذلك اللون الوردي والأرجواني والأزرق الفاتح والأخضر. تتضمن المخطوطة بأكملها زخارف هندسية مفصلة، وهي أكثر وضوحًا على المباني والمنسوجات وفي استحضار العشب والماء والأرض. يتميز العمل بالتفاصيل الدقيقة والدقة والخطوط المرسومة بوضوح. لتعزيز طبيعة السرد في الكتاب، غالبًا ما تتضمن الرسوم التوضيحية سجلات لتقسيم أقسام التكوين؛ قد يكون أحد الأقسام مخصصًا لمجموعة معادية وقسم آخر للعثمانيين أنفسهم، على سبيل المثال.

### المواضيع والرمزية
إن أهمية الرقم 10 سائدة في جميع أنحاء كتاب سليمان نامه في السياق الميتافيزيقي. ويستخدم هذا الرقم لإظهار أهمية السلطان سليمان كحاكم لأنه ولد في القرن العاشر وكان الحاكم العاشر في نسبه. يستخدم النظام العشري كمجاز لإظهار كيف اٌستخدِمَت فترة القرن العاشر للتحضير لبلوغ السلطان سليمان الكمال. السبب في أهمية الرقم عشرة هو أن جميع الأرقام التي تسبقه يمكن زيادتها بمقدار واحد مع الحفاظ على خاناته المكونة من رقم واحد. بمجرد الوصول إلى 10، فإنه ينتقل إلى الوحدة العشرية الأخرى، بدءًا من 0 والتي تعد نقطة بداية بالإضافة إلى تمثيل العدم. يمكن اعتبار تأثير الانسكاب هذا بمثابة استعارة أخرى للمياه، وتحديدًا حركة الأمواج. يمكن لصورة الموجة أن تفسر الوحدات الرقمية المتزايدة وكذلك الأرقام التي تصبح وحدة واحدة أكبر. وببساطة، فإن العلاقة بين الأعداد المتزايدة والموجات متوازية. الماء هو جزء من الموجة، وكلها جزء من مجمع أكبر من كتلة مائية، في حين أن الأعداد المنفصلة الأصغر حجمًا تخلق عددًا جديدًا أكبر حجمًا. وبالإضافة إلى ذلك، فإن الموجة والجسم المائي بوحداته المتعددة يمثلان أيضًا الله ووجوده في كل وحدة. ثم يربط عارف هذا الأمر بنوح والطوفان العظيم، ويربط النظام العشري بجمع أزواج الحيوانات، ويضيف إليه الإشارات الدينية مرة أخرى.

#### مشاهد الغزو والقتال

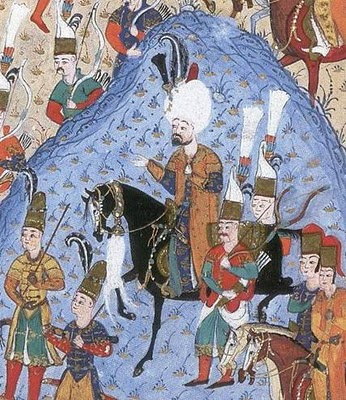
السلطان سليمان أثناء فتح جزيرة رودس.

من بين 69 لوحة في سليمان نامه، هناك حوالي اثنتي عشرة لوحة تصور مشاهد القتال التي أعقبت فتوحات السلطان سليمان القانوني الإقليمية. على الرغم من وجود اختلافات أسلوبية بين الرسامين لأنها من صنع فنانين مختلفين، إلا أن كل واحد منهم يلتقط رمزية نفسية محددة للأحداث المختلفة التي تعرض في النهاية المنظور العثماني وقوة السلطان سليمان. 
تؤكد لوحة "فتح بلغراد" على عظمة المعسكر العثماني من خلال الزخارف الهندسية للخيام والحواجز في النصف الأيسر من الصورة، حيث يجلس السلطان على العرش وتحيط به خيمة مزخرفة. كما ينظر جنوده أيضًا بكل جدية إلى الدمار الذي لحق ببلغراد، حيث تتجمع مجموعات من الرجال حزنًا على خسائرهم. إن تكوين الصورة اليمنى هي من العمارة والأشجار، في حين يشير المشهد الأيسر للجيش العثماني إلى منظر نباتي مع عدد قليل من الأشجار ومنحدر بسيط للتل. تصور هذه الصورة بدقة أحداث بلغراد، إلا أن تصرفات الأفراد والتكوين العام رمزية أيضًا. إن الفوضى في المشهد الأيمن تهدف إلى الإشارة إلى الفوضى، على النقيض من النجاح والموقف الملكي للسلطان الذي يُصور في المشهد الأيسر.
"فتح جزيرة رودس" يظهر شجاعة الجيش العثماني على الرغم من الخسائر التي تكبدها. تاريخيًا، كانت هذه المعركة هي المعركة التي تكبد فيها العثمانيون أكبر عدد من الخسائر مقارنة بأي محاولة حصار أخرى. في "فتح رودس"، يحتفل الجيش العثماني بانتصاره بينما ينظر السلطان سليمان القانوني إلى المشهد بكل مهابة. هنا، يجسد الفنان القيادة الثابتة للسلطان. وعلى الرغم من عنف هذه المشاهد، إلا أنها تقدم مناظر طبيعية زخرفية للغاية.
كل مشهد من مشاهد الفتح في سليمان نامه تؤكد على مكانة السلطان وقيادته. غالبًا ما يكون مُشرفًا على الأحداث بدلًا من المشاركة الحقيقية في العمل نفسه، حتى عندما يكون محاطًا بالفوضى، كما في "معركة موهاكس" 1526م. يتخذ الفنانون خيارات محددة حول مدى صلابة أو مرونة الشخصيات التي يجب تصويرها من أجل التقاط الطاقة العاطفية للمشاهد.